# Katedra św. Michała Archanioła w Łomży

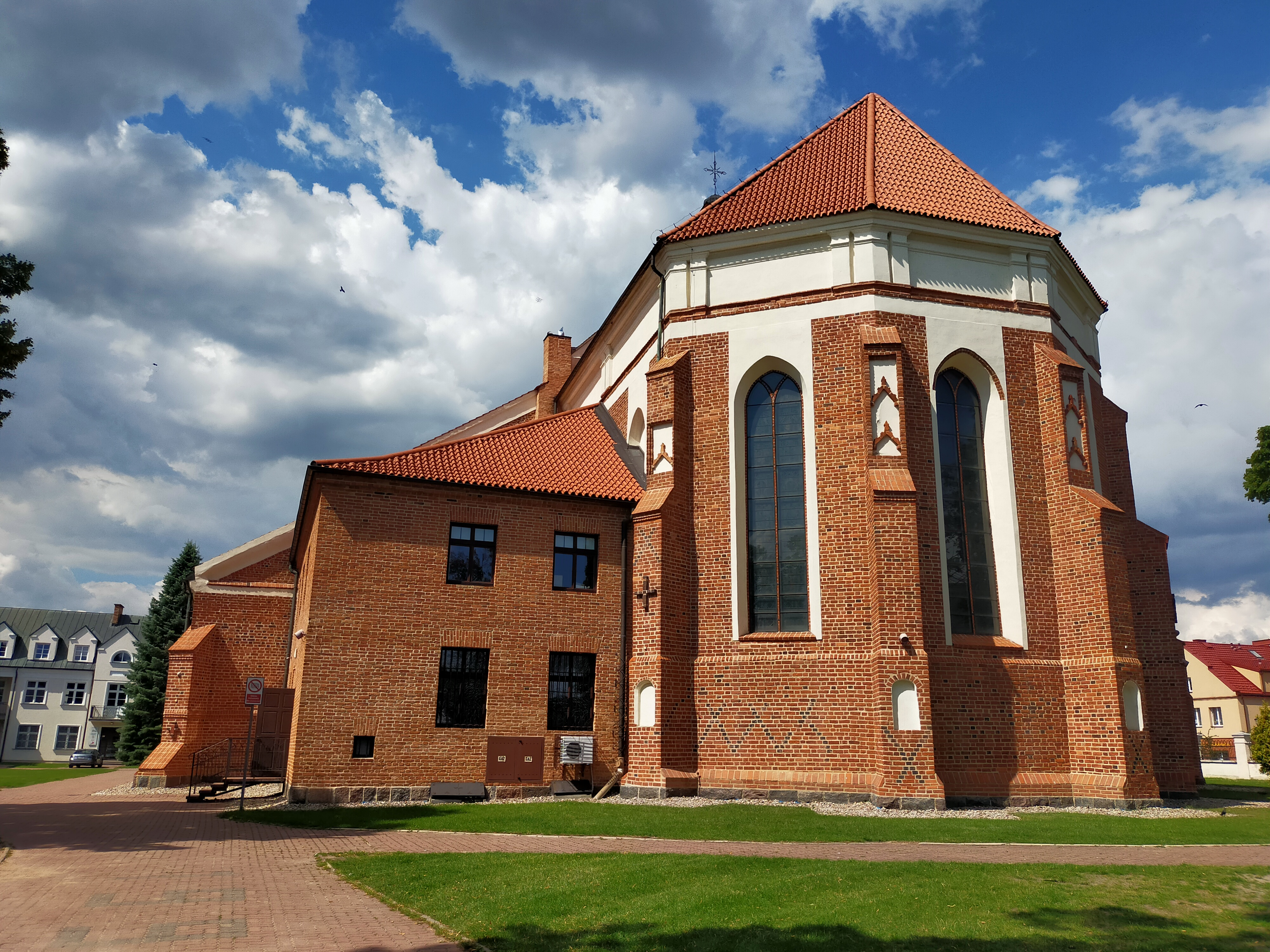
Fasada katedry

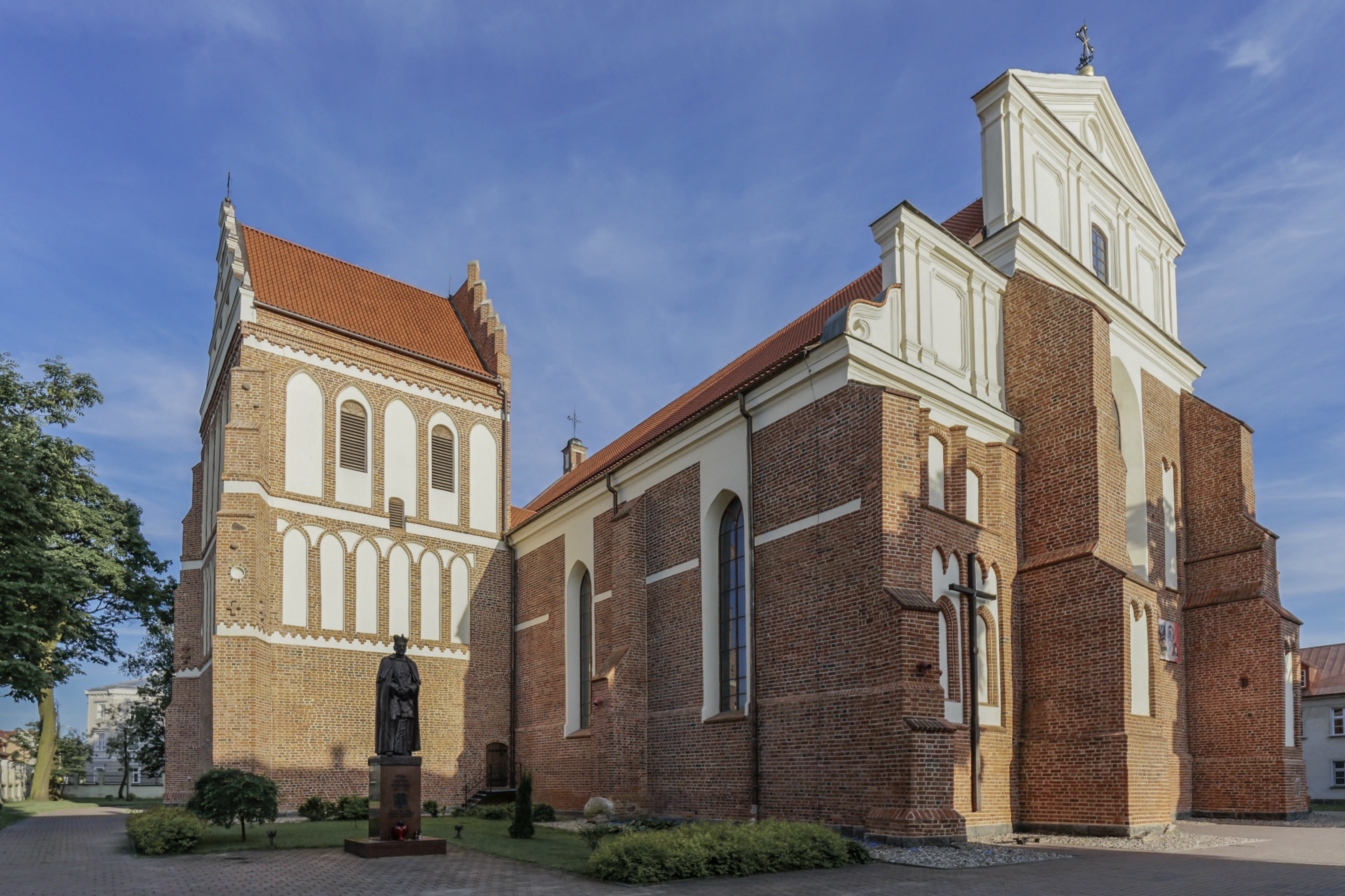
Katedra św. Michała Archanioła w Łomży z dzwonnicą

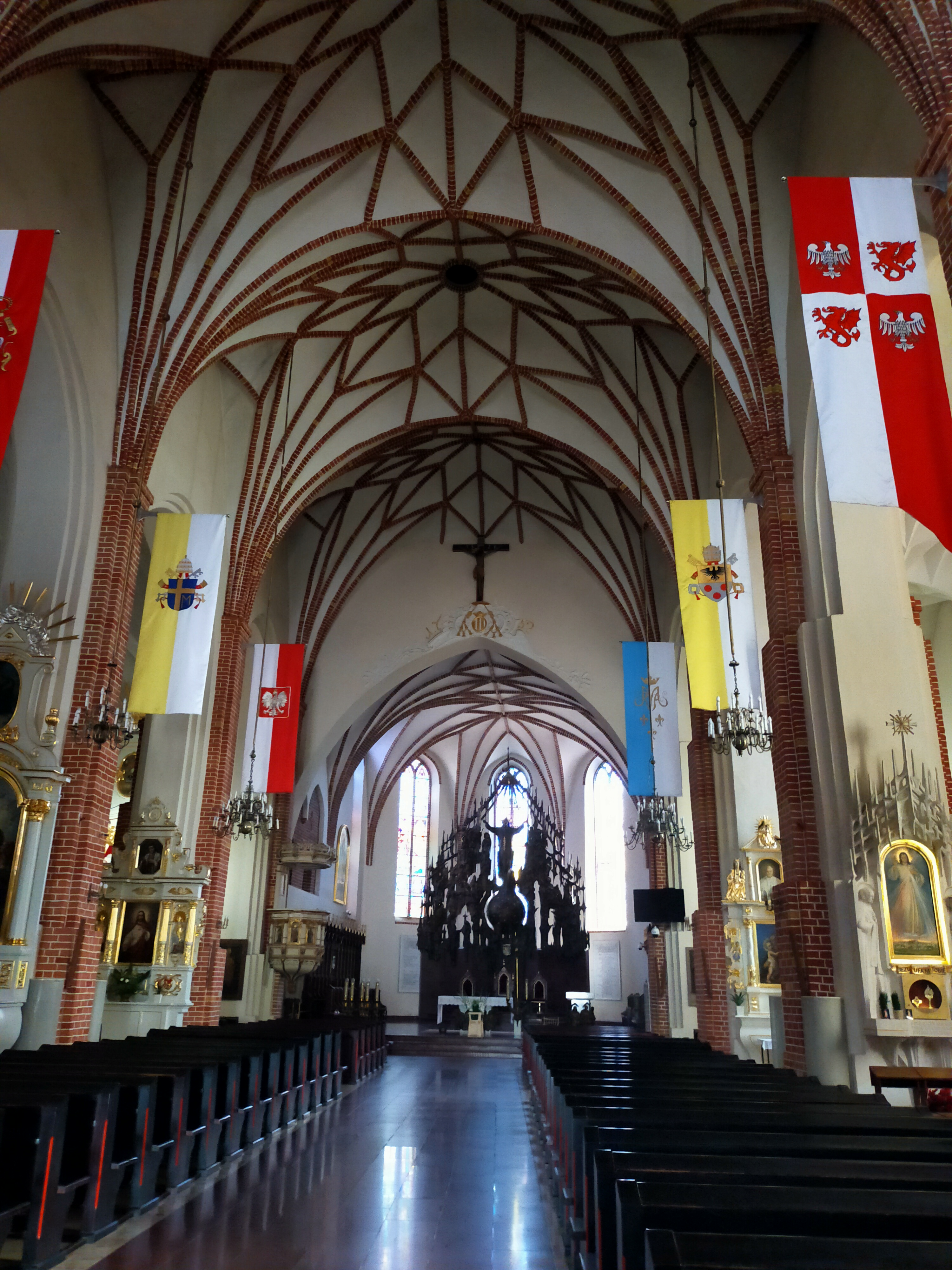
Wnętrze katedry

Katedra św. Michała Archanioła w Łomży – późnogotycki kościół św. Michała Archanioła wzniesiony ok. 1526 r., ośrodek kultu maryjnego z cudownym obrazem Matki Bożej Pięknej Miłości, zwanej Łomżyńską.

## Historia
Łomża zgodnie z potwierdzoną legendą już około roku 1000 miała swój kościół farny na wzgórzu św. Wawrzyńca w Starej Łomży, odległy około 1 km od dzisiejszej katedry. Pod koniec XIV wieku na Popowej Górze został wybudowany kościół Najświętszej Maryi Panny i świętych Rozesłańców. W 1410 roku przeniesiono do niego parafię. Gdy ten kościół około 100 lat później podupadł książęta mazowieccy Janusz i Stanisław oraz ich matka Anna rozpoczęli wznoszenie obecnego kościoła farnego, pracami kierował biskup płocki Andrzej Noskowski, który również konsekrował świątynie w 1525 r.
Kolejna konsekracja kościoła odbyła się po 1531 przez biskupa płockiego Andrzeja Krzyckiego. Około 1550 roku kościół został przebudowany na pseudobazylikę i przesklepiony.
Istnieje hipoteza zgodnie, z którą sklepienie prezbiterium jest starsze od sklepienia reszty kościoła oraz że prezbiterium stanowiło niegdyś kaplicę zamkową książąt mazowieckich, która pochodziła zapewne z pierwszych lat XV stulecia. Opisy dawnej Łomży potwierdzają istnienie oddzielnej kaplicy zamkowej.
W wyniku zniszczeń w czasie potopu szwedzkiego w latach 1691–1692 odbył się remont, w wyniku którego wystrój kościoła zmienił się z gotyckiego na barokowy według projektu Józefa Szymona Bellottiego. Wzniesiono nowy szczyt zachodni i szczyt nad łukiem tęczowym oraz podniesiono mury prezbiterium, a także obniżono dachy. W 1696 roku przeprowadzono remont. Ponowny remont przeprowadzono w 1752 roku, przy okazji którego wprowadzono sztukaterie rokokowe nad łukiem tęczowym. Ponowna konsekracja świątyni odbyła się w 1783, lecz w 1819 została czasowo zamknięta z uwagi na zły stan techniczny. W 1844 roku przeprowadzono remont. W 1886 roku restaurację sklepień przeprowadził J. Hinz. W 1886 roku dobudowano od południa zakrystię. Od 1921 znajduje się w rejestrze zabytków. 28 października 1925 podniesiony do rangi katedry w wyniku utworzenia diecezji łomżyńskiej. W latach 1932–1934 przebudowano pod kierunkiem Stefana Cybichowskiego poprzez dostawienie piętra na zakrystii południowej oraz drewnianych empor w prezbiterium, wybito otwory w ścianie południowej i przeniesiono nagrobki z prezbiterium i kaplicy Różańcowej do nawy.
W czasie II wojny światowej uległ częściowemu zniszczeniu i dzięki zabiegom biskupa Stanisława K. Łukomskiego nie został wysadzony. W 1944 roku bomba zniszczyła zakrystię. W 1947 roku naprawiono dach. Regotyzowany w latach 1953–1958 według projektu architekta Władysława Paszkowskiego. Jest przykładem tzw. gotyku mazowieckiego.
Dekretem biskupa łomżyńskiego Janusza Stepnowskiego z 9 lutego 2021 r. kościół katedralny – Sanktuarium Matki Boskiej Łomżyńskiej – Matki Pięknej Miłości w Łomży został ustanowiony jednym z 20 kościołów stacyjnych Papieskiego Roku św. Józefa w diecezji łomżyńskiej.

## Wnętrze
W nawie głównej ma sklepienia gwiaździste i sieciowe, natomiast w nawach bocznych, kryształowe, spotykane na Mazowszu dość rzadko. Wewnątrz wiele cennych dzieł sztuki, gotyckich i późniejszych.
- na pierwszym filarze po prawej znajduje się późnogotycki nagrobek zmarłego w 1549 kanonika i proboszcza Jana Wojsławskiego (pierwotnie była w posadzce prezbiterium)[7].
- nagrobek podwójny renesansowy Elżbiety i Andrzeja Modliszowskich z 1589 wykonany w warsztacie Santi Gucciego (pierwotnie znajdował się w kaplicy Modliszowskich/NMP, obecnie od 1934 roku w nawie południowej). Nagrobek wykonano z piaskowca pińczowskiego i wapienia bolechowickiego. Osoby, które upamiętnia to Andrzej Dunin-Modliszowski (Modliszewski) herbu Łabędź, starosta łomżyński i kolneński, dworzanin Anny Jagiellonki oraz Elżbieta Dembińska z Dembian herbu Rawicz, córka starosty chęcińskiego Stanisława Dembińskiego herbu Rawicz i Anny Ciołek[7].
- nagrobek podwójny renesansowy Anny i Hieronima Modliszowskich (północna nawa) z lat 1565 i1590 r. Wyobrażenie Anny z Nakwaskich Modliszewskiej oraz zwieńczenie nagrobka jest autorstwa Santi Gucciego[7].
- epitafium renesansowe Jana Modliszowskiego, autorstwa Santi Gucciego. Epitafium fundacji ojca, Andrzeja Dunin--Modliszowskiego, upamiętniające dziecko zmarłe w 1588 roku. Pierwotnie w kaplicy rodowej Modliszewskich (obecnie NMP)[7].
- nagrobek renesansowy starosty łomżyńskiego zmarłego w 1575 r. Mikołaja Troszyńskiego herbu Rogala, wykonany z piaskowca przez Girolamo Canavesi[7]
- nagrobek renesansowy z marmuru brunatnego Nikodema Kosakowskiego, starosty łomżyńskiego i ostrowskiego zmarłego w 1611 r., który został odnowiony przez hr. Stanisława Kosakowskiego w 1859 r.[8]
- w kaplicy południowej znajduje się w późnorenesansowym ołtarzu cudowny obraz Matki Boskiej Łomżyńskiej z XVI w., koronowany 4 czerwca 1991 przez Jana Pawła II.
- w południowej nawie umieszczony jest duży obraz Matki Boskiej Nieustającej Pomocy namalowany w 1900 przez Wojciecha Gersona.
- dawniej znajdował się marmur (pierwszy marmur od prezbiterium) z napisem „Pamiątce dobrej matki z Podkajów Mieczkowskiej zmarłej dnia 17 maja 1797 r. ten kamień grobowy wdzięczny syn Antoni położył”[9]

W zewnętrznym murze wieży katedry wmurowany jest kamień przypominający maskę, być może przedmiot kultu pogańskiego. Tego typu maski znajdują się jeszcze w murach kościoła w Prątnicy koło Lubawy na Mazurach i kolegiaty w Pułtusku.
Podczas prac remontowych, które rozpoczęto w prezbiterium katedry w II poł. 2005 natrafiono pod posadzką na grobową kryptę. Było to bezpośrednią przyczyną rozpoczęcia prac wykopaliskowych, które przeprowadzono pod kierunkiem Archeologa i Geomorfologa Macieja Czarneckiego. W wyniku tych prac odnaleziono aż dziesięć krypt grobowych. Badania architektoniczne krypt przeprowadził Archeolog Mariusz Biel. Były to głównie krypty jednoosobowe. Znaleziono w nich dwa zachowane pochówki duchownych (w tym budowniczego katedry z XVI w.). Było także wiele innych pochówków – także poza kryptami (w wykopanych w ziemi jamach grobowych). Do poł. grudnia 2005 odkopano ok. 70 pochowanych pod prezbiterium szkieletów.

## Katedra w sztuce
Łomżyńska katedra jest źródeł inspiracji dla wielu artystów. Świadczy o tym malarstwo poświęcone łomżyńskiej świątyni oraz wytwory kultury popularnej. W 2004 roku na znaczku pocztowym z serii Sanktuaria Maryjne został uwieczniony wizerunek Matki Boskiej Łomżyńskiej. W 2007 roku wybito monetę z cyklu Historyczne Miasta Polski poświęconą miastu Łomży, na której rewersie umieszczono stylizowany wizerunek łomżyńskiej katedry.

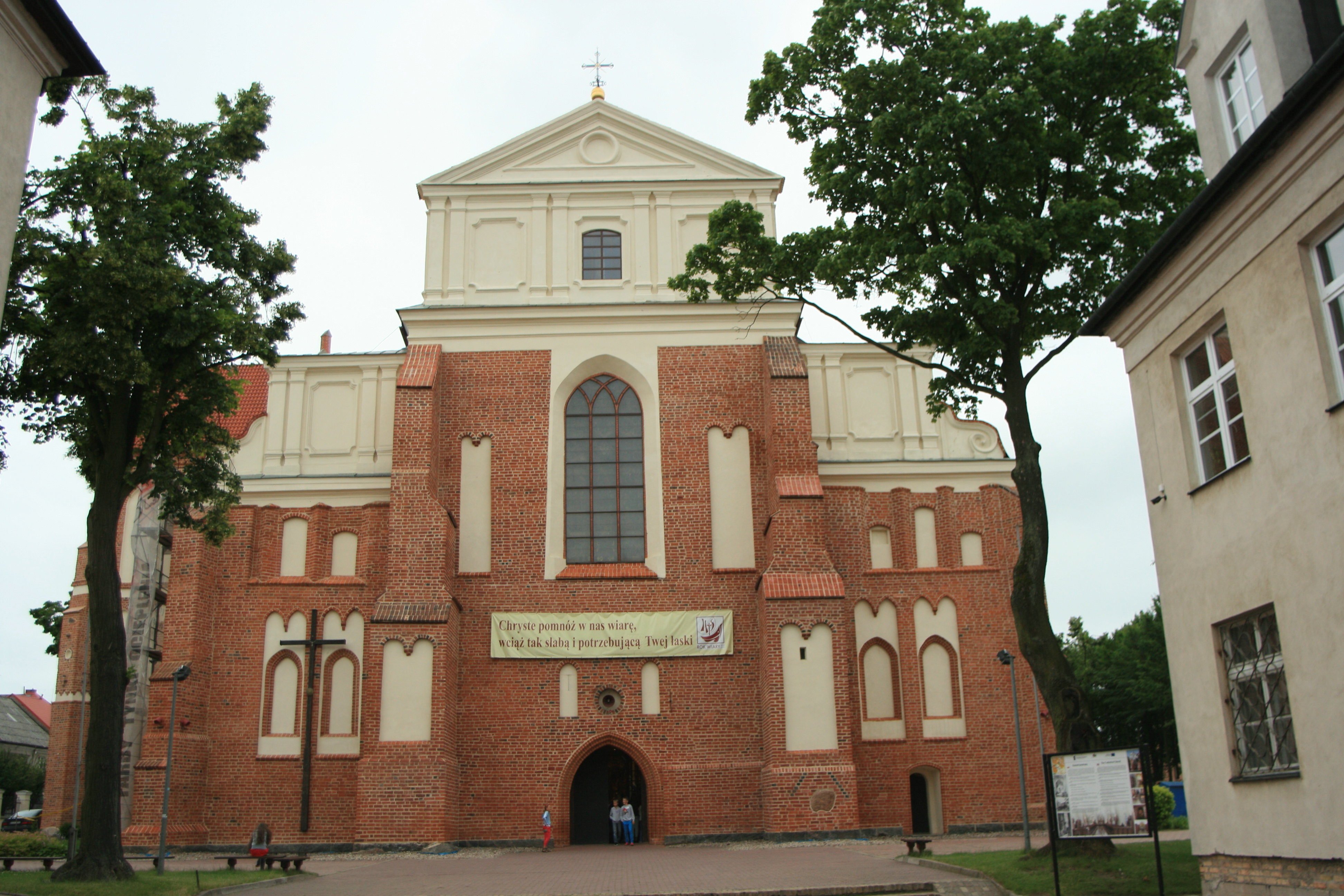
Fasada
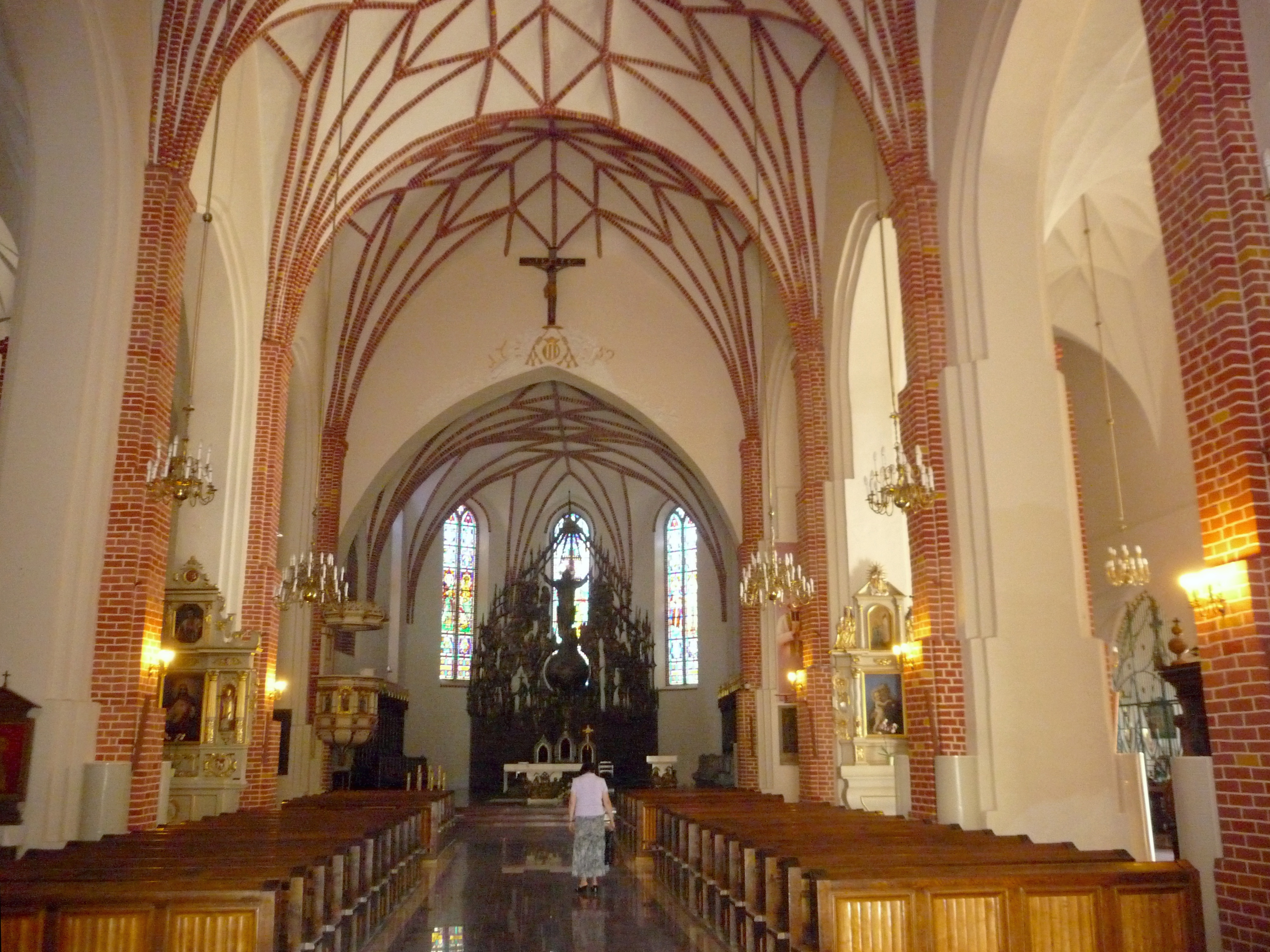
Nawa główna - widok w kierunku ołtarza
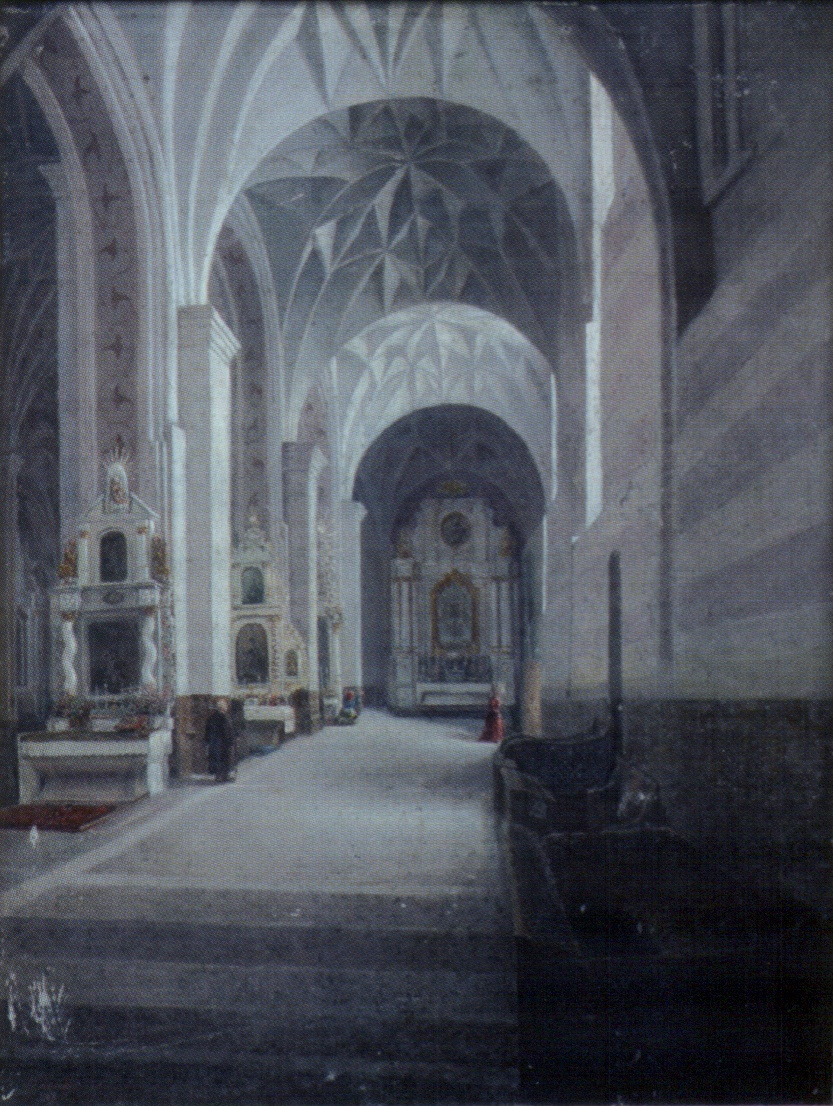
Obraz Wita Majewskiego z 1909 roku
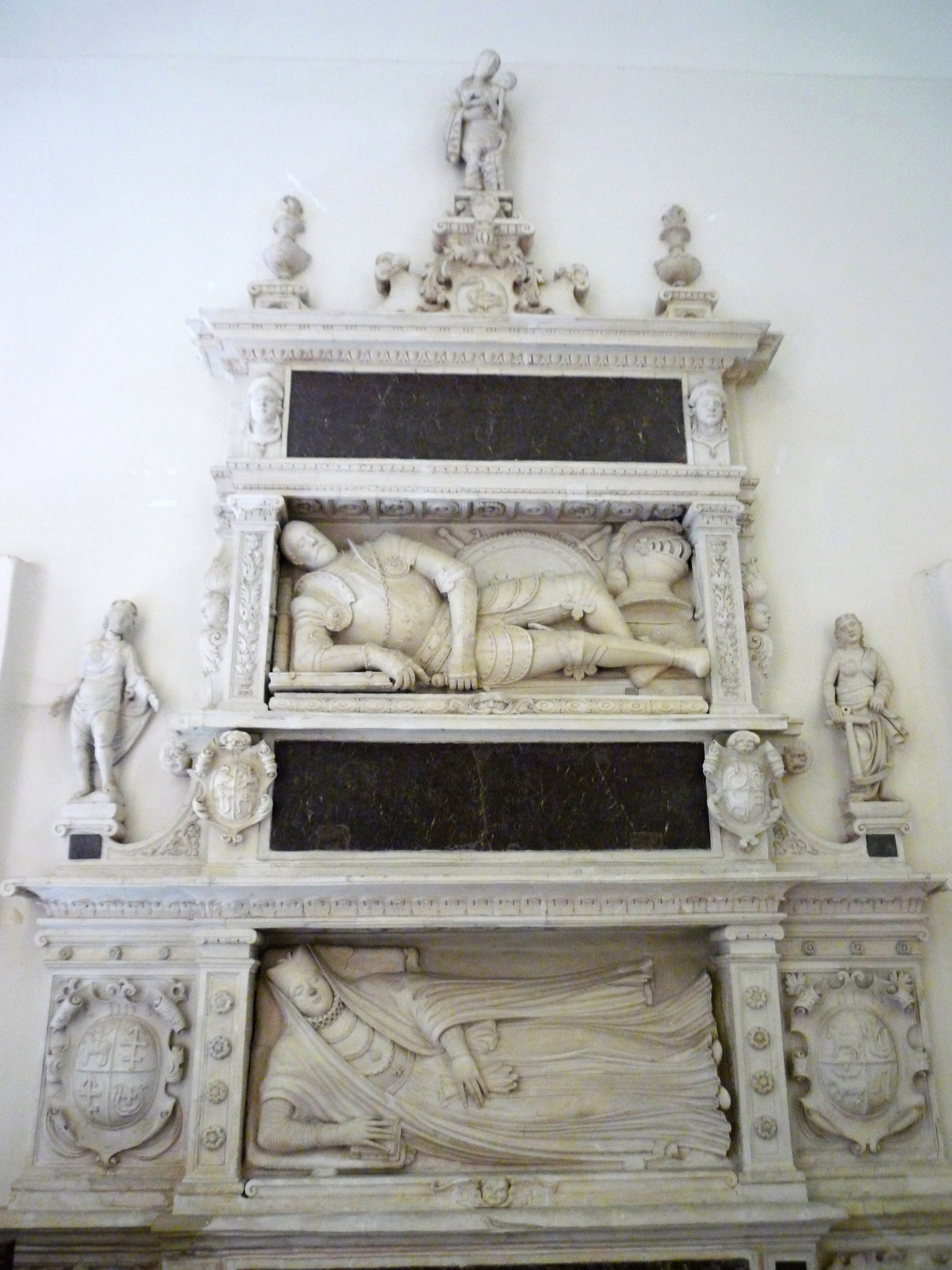
Nagrobek Modliszowskich z 1589 roku
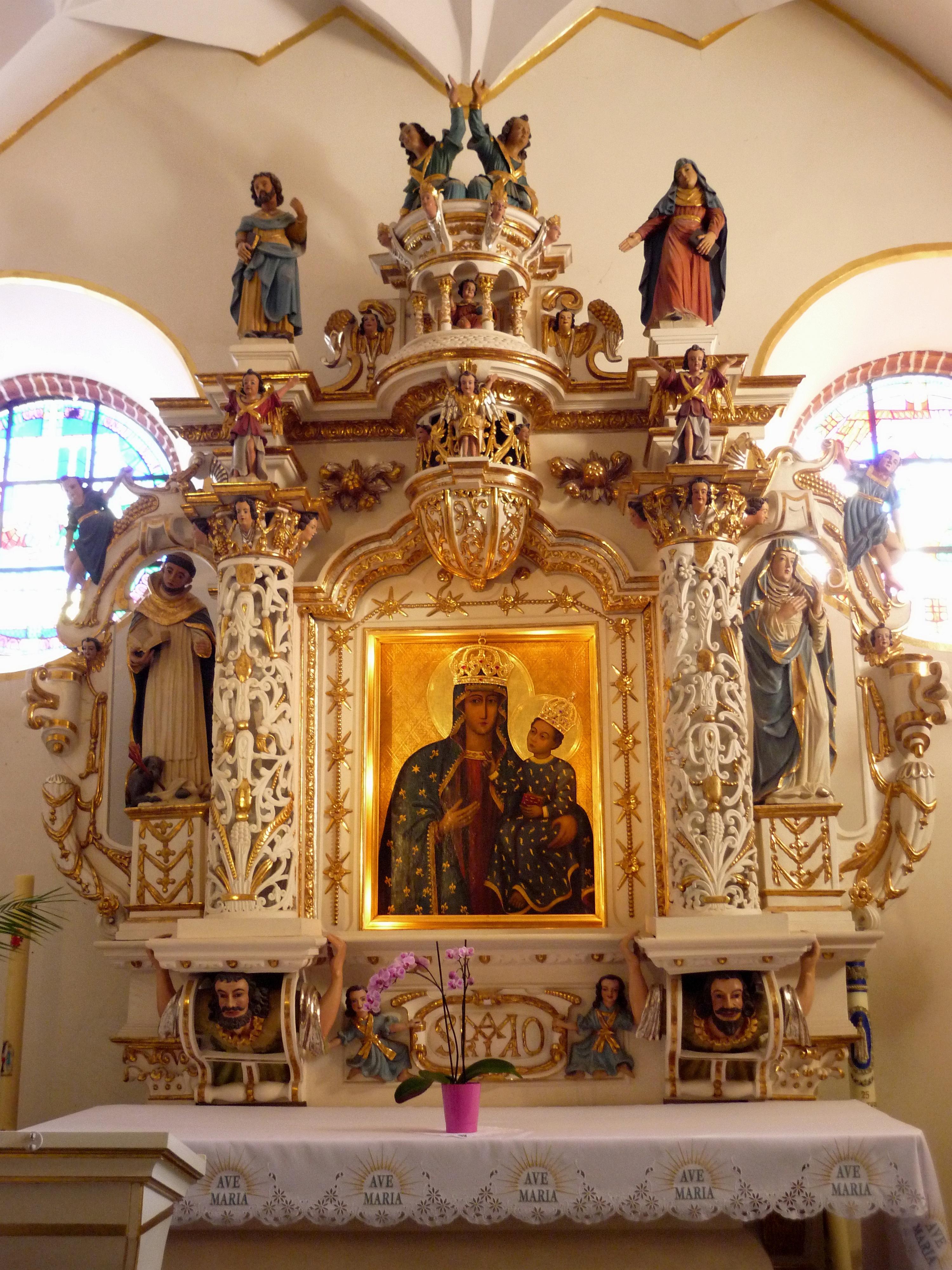
Ołtarz Matki Boskiej Łomżyńskiej Pięknej Miłości
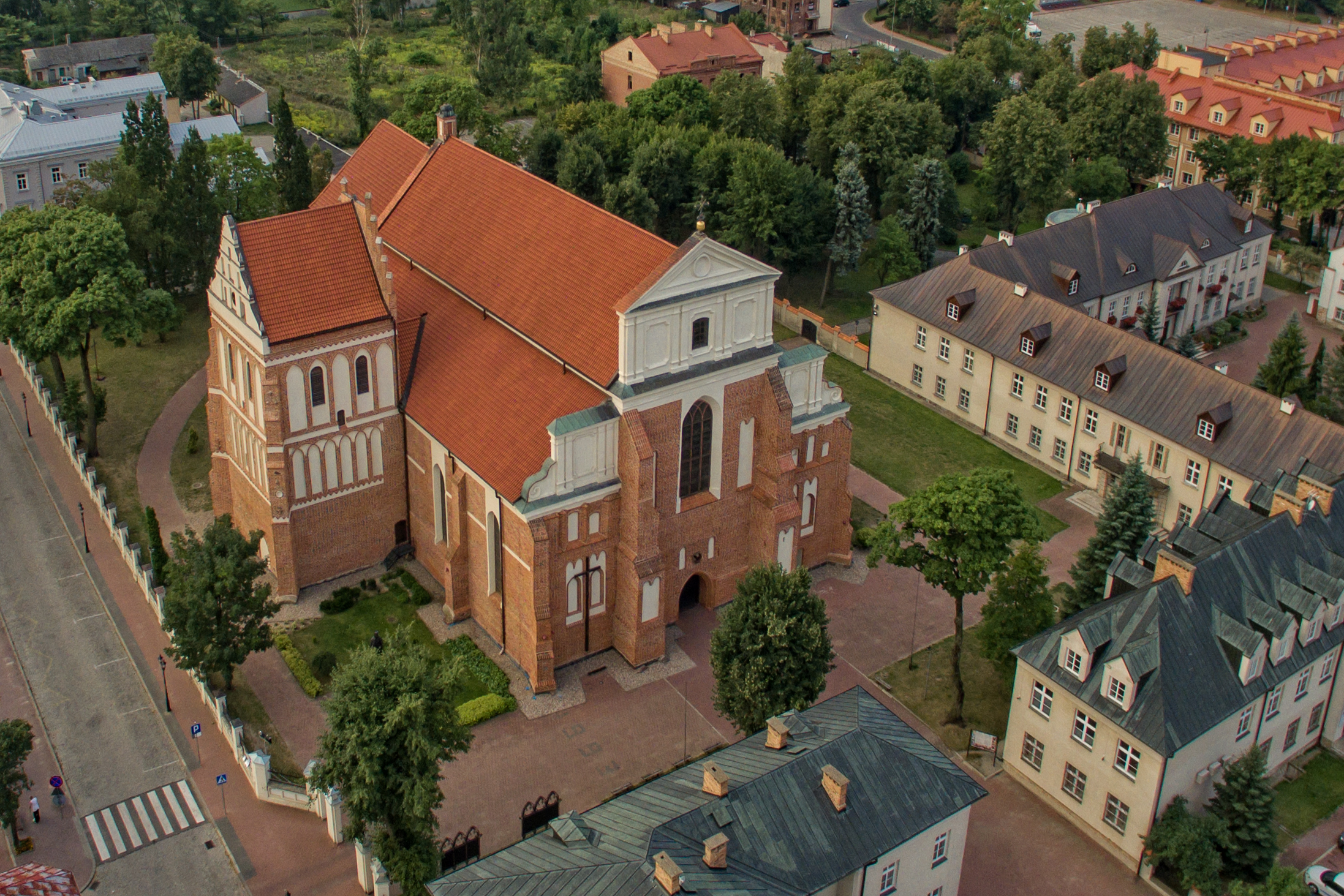
Katedra św. Michała Archanioła z góry
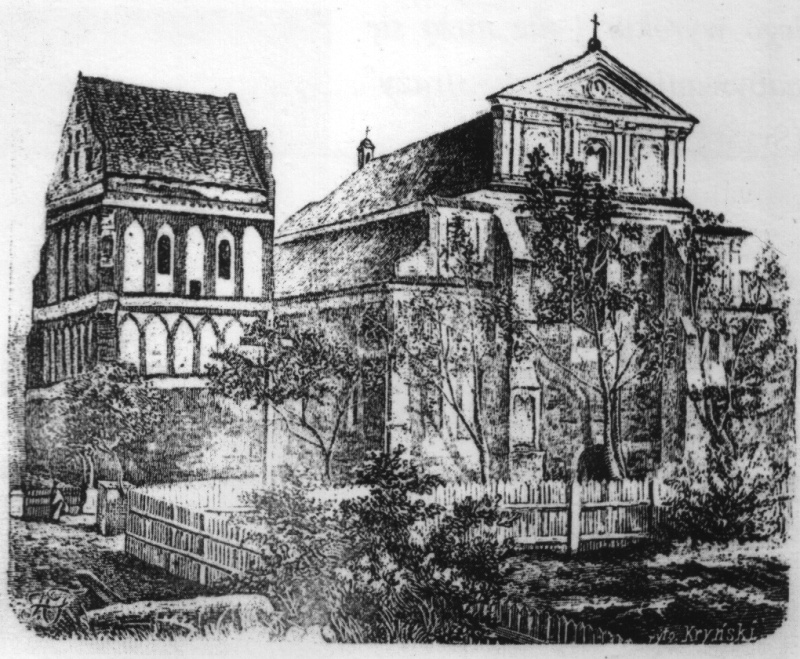
Drzeworyt z XIX wieku dłuta Kryńskiego
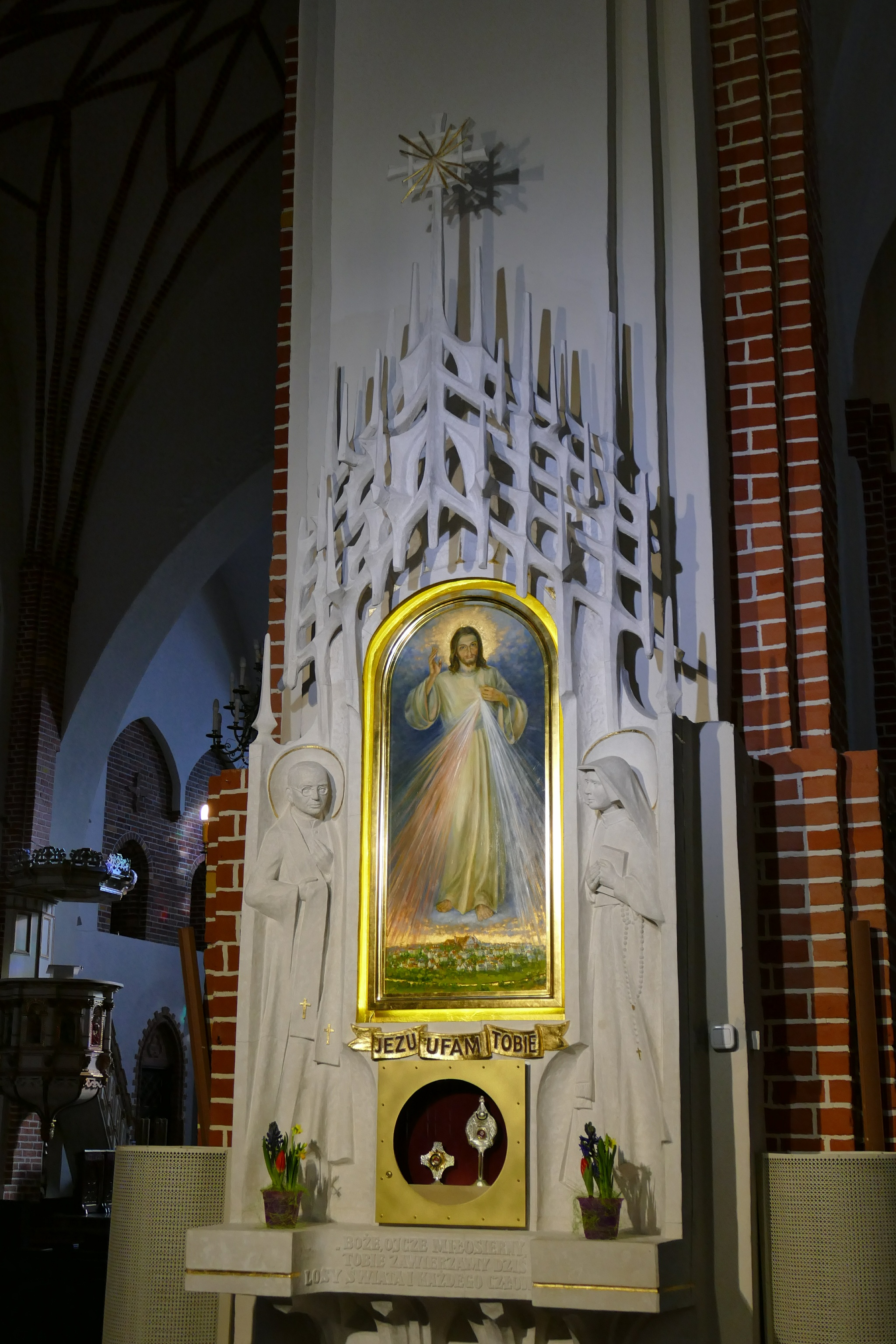
Ołtarz Jezusa Miłosiernego
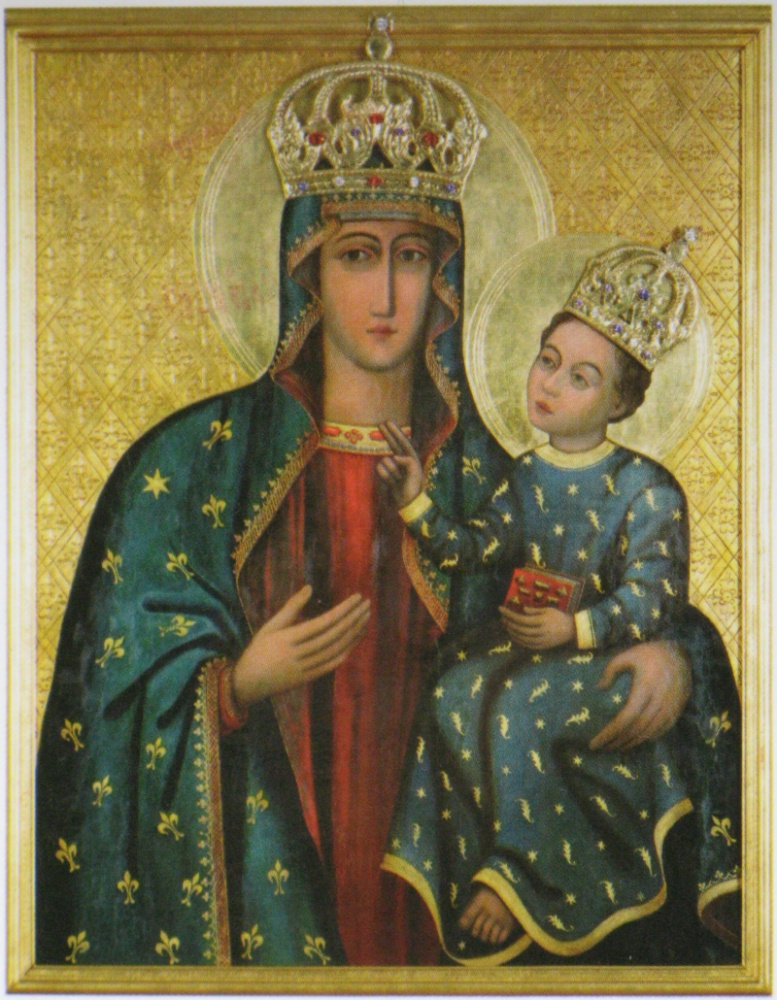
Obraz Matki Boskiej Łomżyńskiej Pięknej Miłości z XVI w.